# Bjorg Lambrecht
Bjorg Lambrecht (Gand, 2 aprile 1997 – Rybnik, 5 agosto 2019) è stato un ciclista su strada belga, professionista dal 2018 al 2019, nello stesso 2018 si è classificato secondo nella prova in linea under 23 ai campionati del mondo di Innsbruck.

## Carriera
Passato professionista nel 2018, nello stesso anno si aggiudica la terza tappa del Tour des Fjords, posizionandosi al secondo posto della classifica generale e vincendo anche la classifica riservata ai giovani.
Il 5 agosto 2019, durante la terza tappa del Giro di Polonia, con partenza da Chorzów e arrivo a Zabrze, rimane coinvolto in una rovinosa caduta nei pressi di Pawłowice, finendo poi in un fossato. Trasportato d'urgenza all'ospedale di Rybnik in condizioni critiche, muore in sala operatoria nel corso del pomeriggio all’età di soli 22 anni.

## Palmarès

### Strada
- 2015 (Juniores)

4ª tappa Driedaagse van Axel (Velzeke > Velzeke)
Campionati belgi, Gara in linea Junior
- 2016 (Lotto-Soudal U23, tre vittorie)

1ª tappa Ronde de l'Isard d'Ariège (Lorp-Sentaraille > Goulier)
Classifica generale Ronde de l'Isard d'Ariège
3ª tappa Corsa della Pace Under-23 (Jeseník > Jeseník)
- 2017 (Lotto-Soudal U23, quattro vittorie)

Liegi-Bastogne-Liegi Under-23
3ª tappa Ronde de l'Isard d'Ariège (Quillan > Plateau de Beille)
2ª tappa Grand Prix Priessnitz spa (Krnov > Dlouhé)
Classifica generale Grand Prix Priessnitz spa
- 2018 (Lotto-Soudal, una vittoria)

3ª tappa Tour des Fjords (Farsund > Egersund)

#### Altri successi
- 2015 (Juniores)

Classifica scalatori Driedaagse van Axel
Classifica scalatori Grand Prix Général Patton
Classifica scalatori Oberösterreich Juniorenrundfahrt
- 2016 (Lotto-Soudal U23)

Classifica a punti Ronde de l'Isard d'Ariège
Classifica scalatori Ronde de l'Isard d'Ariège
Classifica giovani Ronde de l'Isard d'Ariège
- 2017 (Lotto-Soudal U23)

Classifica giovani Tour du Jura
Classifica a punti Grand Prix Priessnitz spa
Classifica a punti Giro della Valle d'Aosta
- 2018 (Lotto-Soudal)

Classifica giovani Tour des Fjords
- 2019 (Lotto-Soudal)

Classifica giovani Critérium du Dauphiné

## Piazzamenti

### Grandi Giri
- Vuelta a España

2018: ritirato (15ª tappa)

### Classiche monumento
- Liegi-Bastogne-Liegi

2018: 75º
2019: 27º
- Giro di Lombardia

2018: 69º

### Competizioni mondiali
- Campionati del mondo

Richmond 2015 - In linea Junior: 22º
Bergen 2017 - In linea Under-23: 15º
Innsbruck 2018 - In linea Under-23: 2º

### Competizioni europee
- Campionati europei

Plumelec 2016 - In linea Under-23: 2º